# Bunien
Bunien is een bestuurslaag in het regentschap Pidie van de provincie Atjeh, Indonesië. Bunien telt 466 inwoners (volkstelling 2010).